# Baradulina (rejon orszański)
Baradulina (biał. Барадуліна; ros. Бородулино, Borodulino) – wieś na Białorusi, w obwodzie witebskim, w rejonie orszańskim, w sielsowiecie Krapiuna.
W pobliżu wsi znajduje się zapora wodna na Krapiwience.